# Улица Евгена Онацкого (Чернигов)
Улица Евгена Онацкого (укр. Вулиця Євгена Онацького) — улица в Новозаводском районе города Чернигова. Пролегает от улицы Максима Загривного до улиц Литовская и Инструментальная.
Примыкает улица Ремзаводская.

## История
Переулок начал застраиваться в 1950-е годы поблизости к заводу «Октябрьский молот».
Переулок получил название от соседней улицы Пархоменко — в честь революционера, участника Гражданской войны в России 1917—1922 годов Александра Яковлевича Пархоменко.
12 февраля 2016 года улица получила современное название — в честь общественного деятеля (член ОУН) Евгена Дометиевича Онацкого, согласно Распоряжению городского главы В. А. Атрошенко Черниговского городского совета № 46-р «Про переименование улиц и переулков города» («Про перейменування вулиць та провулків міста»)

## Застройка
Парная и непарная стороны улицы заняты усадебной застройкой. Частично малоэтажной жилой застройкой (два 2-этажных дома — № 31 и 39, один нежилой). Конец улицы, после безымянного проезда, не застроен — занят территорией гаражного кооператива № 20 (улица Литовская) и «Черниговский автоцентр КАМАЗ» (улица Инструментальная).
Учреждения: нет. 